# Jayden Adams
Pour les articles homonymes, voir Adams.
Jayden Adams, né le 5 mai 2001 au Cap en Afrique du Sud, est un footballeur international sud-africain qui évolue au poste de milieu central au Mamelodi Sundowns.

## Biographie

### En club
Né au Cap en Afrique du Sud, Jayden Adams est formé par le Stellenbosch FC. Le 5 août 2020 il signe un nouveau contrat en même temps d'être promu en équipe première.
Il joue son premier match en professionnel lors d'une rencontre de première division sud-africaine face au Chippa United le 28 août 2020. Il entre en jeu à la place de Leletu Skelem (en) et les deux équipes se neutralisent (1-1 score final).
Adams inscrit son premier but en professionnel lors d'une rencontre de championnat face au Lamontville Golden Arrows. Titularisé ce jour-là, il ouvre le score et participe à la victoire de son équipe par deux buts à zéro.

### En sélection
Jayden Adams honore sa première sélection avec l'équipe nationale d'Afrique du Sud le 13 juillet 2022, contre le Mozambique.
En décembre 2023, il est retenu dans la liste des vingt-sept joueurs sud-africains sélectionnés par Hugo Broos pour disputer la Coupe d'Afrique des nations 2023.